# Cloud
Cloud är ett pusselspel från 2005 utvecklat av studenter från University of Southern California. De påbörjade utvecklingen av spelet i januari 2005 när de fick ett bidrag på 20 000 dollar och det släpptes för fri nedladdning i oktober samma år. I juli 2006 hade webbplatsen som tillhandahöll spelet besökts sex miljoner gånger och det hade laddats ned 600 000 gånger.
Spelet kretsar kring en sovande pojke i en sjukhussäng som drömmer att han flyger. Spelaren iklär sig rollen som pojken och flyger runt i en drömlik värld, där spelupplägget kretsar kring interaktion med moln för att därigenom lösa olika pussel. Konceptet är delvis baserat på speldesignern Jenova Chens barndom. Som pojke låg han ofta på sjukhus till följd av astma och brukade dagdrömma sig bort när han var ensam i sitt rum. 
Cloud vann Student Showcase Award vid Independent Games Festival 2006. Spelet togs emot väl av recensenter som berömde dess visuella stil, musik och avkopplande stämning. Chen och producenten Kellee Santiago grundade senare spelföretaget Thatgamecompany.

## Spelupplägg
Cloud handlar om en pojke som drömmer att han flyger över himlen medan han ligger i en säng på ett sjukhus. Spelaren kontrollerar den sovande pojkens avatar, som är en projektion av pojken själv i hans drömvärld, och styr honom bland olika molnformationer som bildas ovanför öar. Avatarens rörelser och fart styrs med datormusen. Rörelserna är ofta vågräta men spelaren kan också flyga lodrätt. Interaktionen med molnen kan bara göras vid horisontell förflyttning. 
Spelet innehåller tre typer av moln; vita moln som följer avataren, gråa moln som är neutrala men blir vita vid beröring och svarta moln som kan kombineras med vita moln och orsaka regn, vilket gör att båda molnen upplöses. Ett stort antal vita moln löser lättare upp ett mindre antal mörka moln jämfört med ett likvärdigt antal, och tvärtom. Vita moln slutar följa avataren om spelaren rör sig för fort, men fortsätter följa om avataren närmar sig dem igen. Vart och ett av de fyra uppdragen i Cloud har olika mål. Exempelvis ska spelaren på en nivå få molnen att börja regna över öarna.

## Utveckling

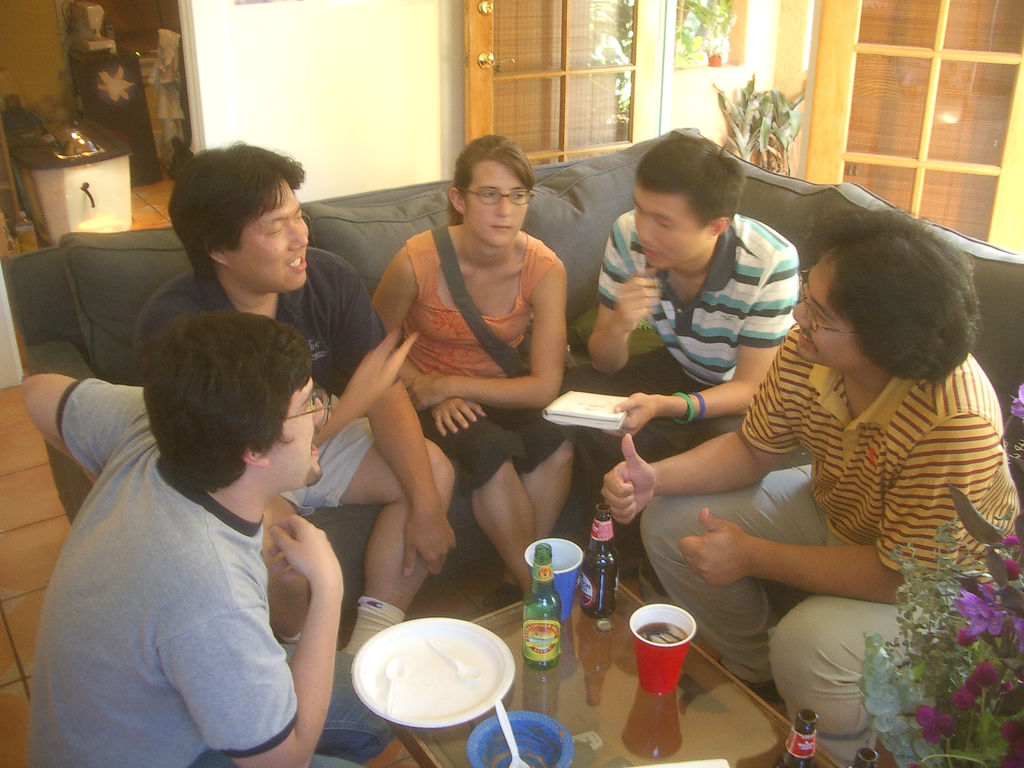
Spelutvecklarna bakom Cloud den 21 augusti 2005. Från vänster: Erik Nelson, Glenn Song, Kellee Santiago, Jenova Chen och Vincent Diamante.

Cloud utvecklades och släpptes 2005 av sju masterstudenter på Interactive Media Program vid University of Southern California. Arbetet påbörjades i januari 2005 och spelet gavs ut i oktober det året. Den slutliga uppdateringen kom i december 2005. Gruppen leddes av Jenova Chen och innehöll Stephen Dinehart, Erik Nelson, Aaron Meyers, Glenn Song, kompositören Vincent Diamante, samt producenten Kellee Santiago. Spelet tilldelades ett bidrag på 20 000 dollar från universitetet, ett stöd som syftar till att uppmuntra produktion av experimentella spel. Spelidén hämtades delvis från Chens barndomsupplevelser, då han ofta tillbringade tid på sjukhus för sin astma. Medan han väntade på läkarna brukade han dagdrömma.
Enligt Chen designades Cloud för att "utöka det känslospektrum som datorspel väcker." Chen fick den första idén till spelet på väg till skolan en dag. Han tittade upp i himlen och upptäckte skillnaden mellan de fluffiga molnen han såg där och de "förorenade och gråa" molnen ovanför sin födelsestad Shanghai, och funderade på att göra ett spel om moln. Spelet fick en handling för att "skapa förutsättningen och få spelaren emotionellt involverad". Samtidigt ville gruppen undvika en alltför tydlig handling då det skulle "distrahera spelaren från den huvudsakliga upplevelsen" som skulle vara att flyga fritt och bilda moln. I den tidiga fasen av utvecklingen hade spelet en bakgrundshistoria om en utomjording som försökte göra miljön ren igen. Detta togs bort till förmån för "en enkel 'poetisk' introduktion till molnbarnet som var fast i en sjukhussäng". Utvecklarna ville att Cloud skulle "kommunicera en känsla av ungdomlighet, frihet, och fantasins under." Spelet byggde på en modifierad version av en spelmotor som utvecklades av flera av gruppmedlemmarna inför deras tidigare spel Dyadin. På 2006 års Game Developers Conference lanserade Chen och Santiago Cloud för Sonyrepresentanten John Hight som det första spelet i "Zen" genren. Hight visade intresse men Sony avböjde att ge ut spelet.

## Mottagande och eftermäle
Cloud vann pris för Best Student Philosophy (Bästa studentfilosofi) i sektionen Slamdance Guerrilla Games Competition vid Slamdance Film Festival, samt ett Student Showcase-pris vid Independent Games Festival 2006. Spelet visades i Spike TV, G4TV och CBS News Sunday Morning. Det fick omgående efter utgivningen stor uppmärksamhet. Nättrafiken överbelastade servern som webbplatsen fanns på och skolans egna gick ner. I februari 2006, tre månader efter utgivningen, hade webbplatsen besökts över en miljon gånger och spelet hade laddats ner över 300 000 gånger. I juli samma år låg statistiken på sex miljoner besök och 600 000 nedladdningar.
Spelet fick positiv kritik. Joel Durham, Jr på Gamespy framhöll att "allt med Cloud är helt enkelt häpnadsväckande", och lyfte särskilt fram dess musik, visuella stil och känslan när det kom till att flyga. William Usher från Game Tunnel berömde också det visuella och musiken. Han tyckte att grafiken skapade en avkopplande atmosfär och att det "gripande soundtracket" kunde beröra vilken spelare som helst. En recensent på Game Informer skrev att spelet pekade "mot en ljus framtid" i vilken spel kunde tilltala ett bredare spektrum av känslor. På samma gång beskrev han Cloud mer som en "upplevelse" än som ett spel. Ron White på PC World var inne på samma linje och kallade spelet "den mest avkopplande upplevelsen jag någonsin fått som innefattat en dator". Durham avslutade sin recension med att Cloud "frigör ditt sinne".
Chen och Santiago gick efter Cloud vidare och grundade spelstudion Thatgamecompany. Kompositören Vincent Diamante och Erik Nelson jobbade för företaget på dess andra spel Flower. Thatgamecompany har övervägt att släppa en nyutgåva av Cloud, men har beslutat att göra det bara om medarbetarna inte får några andra spelidéer.